# Methode der globalen Linearisierung
Die Idee beim Regelungsentwurf durch globale Linearisierung besteht darin, eine geeignete Rückführung zu finden, die ein nichtlineares System linearisiert und damit eine Regelung vereinfacht. Zumeist wird dazu der Ausgang zurückgeführt, weshalb die Methode auch als Linearisierung durch Ausgangsrückführung bekannt ist.
Die globale Linearisierung wird vor allem in der Regelungstechnik eingesetzt, weshalb wir nun ein solches Beispiel betrachten.

## Globale Linearisierung in der Regelungstechnik
Eine Regelstrecke ist in der Regeltechnik die zu regelnde physikalische Größe, z. B. die Temperatur. 
Eine nichtlineare Regelstrecke lässt sich in der Zustandsraumdarstellung wie folgt ausdrücken:
{\displaystyle {\begin{aligned}{\dot {x}}_{1}=x_{2}&&{\dot {x}}_{2}=x_{3}&&...&&{\dot {x}}_{n}=f(x_{1},\cdots ,x_{n})+b(x_{1},\cdots ,x_{n})u,\end{aligned}}}
was aus der allgemeinen Zustandsraumdarstellung für Eingrößensysteme folgt:
{\displaystyle {\begin{bmatrix}{\dot {x}}_{1}(t)\\{\dot {x}}_{2}(t)\\\vdots \\{\dot {x}}_{n}(t)\\\end{bmatrix}}=\underbrace {\begin{bmatrix}a_{11}&\dots &a_{1n}\\a_{21}&\dots &a_{2n}\\\vdots &\ddots &\vdots \\a_{n1}&\dots &a_{nn}\\\end{bmatrix}} _{\text{System-Matrix}}\ \cdot \underbrace {\begin{bmatrix}x_{1}(t)\\x_{2}(t)\\\vdots \\x_{n}(t)\\\end{bmatrix}} _{\text{Zustd.-Vektor}}+\underbrace {\begin{bmatrix}b_{1}\\b_{2}\\\vdots \\b_{n}\\\end{bmatrix}} _{\text{Eingangs-Vektor}}\cdot \underbrace {\begin{bmatrix}u(t)\\\end{bmatrix}} _{\text{Eing.-Variable}}.}
Diese nichtlineare Regelungsstrecke lässt sich linearisieren durch die Rückführung
{\displaystyle u={\frac {1}{b(x_{1},\cdots ,x_{n})}}(v-f(x_{1},\cdots ,x_{n}))}.
Wird die Zustandsrückführung
{\displaystyle v=-k_{1}x_{1}-k_{2}x_{2}-\cdots -k_{n}x_{n}}
als Regler gewählt, so lautet die linearisierte Regelstrecke:
{\displaystyle {\begin{aligned}{\dot {x}}_{1}=x_{2}&&{\dot {x}}_{2}=x_{3}&&...&&{\dot {x}}_{n}=-k_{1}x_{1}-k_{2}x_{2}-\cdots -k_{n}x_{n}.\end{aligned}}}
Die Regelstrecke ist asymptotisch stabil, wenn alle Eigenwerte der Systemmatrix einen negativen Realteil haben.

## Beispiel: Van-der-Pol-System
Ein Van-der-Pol-System (benannt nach dem niederländischen Physiker Balthasar van der Pol, der diese 1927 veröffentlichte) wird durch folgende Differentialgleichung beschrieben:{\displaystyle {\ddot {x}}+\epsilon (x^{2}-1){\dot {x}}+x=u.}Nach Umschreiben in die kanonische Steuerbarkeitsnormalform mit {\displaystyle x_{1}=x\;}, {\displaystyle {\dot {x}}_{1}={\dot {x}}=x_{2}} und {\displaystyle {\dot {x}}_{2}={\ddot {x}}} erhält man{\displaystyle {\begin{aligned}{\dot {x}}_{1}&=x_{2}\\{\dot {x}}_{2}&=\epsilon (1-x_{1}^{2})x_{2}-x_{1}+u=f(x_{1},x_{2})+b(x_{1},x_{2})u.\end{aligned}}}Damit ist {\displaystyle {\begin{aligned}f(x_{1},x_{2})&=\epsilon (1-x_{1}^{2})x_{2}-x_{1}\\b(x_{1},x_{2})&=1\end{aligned}}} und somit die Rückführung{\displaystyle u=-\epsilon (1-x_{1}^{2})x_{2}+x_{1}+v.}Die linearisierte Zustandsraumdarstellung lautet somit{\displaystyle {\begin{aligned}{\dot {x}}_{1}&=x_{2}\\{\dot {x}}_{2}&=-k_{1}x_{1}-k_{2}x_{2}.\end{aligned}}}Die zugehörige homogene, lineare Differentialgleichung lautet:{\displaystyle {\ddot {x}}+k_{2}{\dot {x}}+k_{1}x=0.}